# 여주 장흥리 변씨 고택
여주 장흥리 변씨 고택(驪州 長興里 邊氏 古宅)은 경기도 여주시 금사면 장흥리에 있는 건축물이다. 2018년 4월 30일 경기도의 문화재자료 제185호로 지정되었다.

## 지정 사유
ㄷ자형 안채에 중문간채가 마주하고 서쪽편에 사랑채, 북쪽 언덕에 사당을 배치하였다. 가족구성원의 변화가 주택의 변화를 이끈 과정을 확인할 수 있다는 점과 사당을 건립하면서 제청이 사랑채라는 생활공간으로 변형된 특징을 보여준다. 사랑채의 경우, 공간구성이 특이하며 창호세부의 변화과정을 살펴볼 수 있다는 측면에서 가치가 있다.

## 참고 문헌
- 여주 장흥리 변씨 고택 - 국가유산청 국가유산포털